# Emanuel Mendel
Emanuel Mendel (Bolesławiec, 28 ottobre 1839 – Pankow, 23 giugno 1907) è stato un neurologo e psichiatra tedesco.

## Biografia
Ha studiato medicina a Berlino e nel 1871 ha ricevuto la sua abilitazione per la psichiatria. Mendel era anche un avvocato. Tra i suoi allievi e collaboratori più conosciuti vi erano Max Bielschowsky (1869-1940), Edward Flatau (1869-1932), Lazar Salomowitch Minor (1855-1942) e Louis Jacobsohn-Lask (1863-1941)
Mendel è ricordato per l'introduzione della duboisia, un estratto dalla pianta australiana Duboisia myoporoides, come trattamento per la malattia di Parkinson. Inoltre, ha condotto importanti studi di epilessia e paralisi progressiva.
Tra i suoi scritti medici c'era il libro di testo sulla psichiatria intitolato Leitfaden der Psychiatrie für Studirende der Medizin (1902), poi tradotto in inglese e pubblicato come "Text-book of psychiatry: A psychological study of insanity for practitioners and students". Inoltre, è stato fondatore ed editore della rivista psichiatrica / neurologica Neurologisches Centralblatt.
Mendel era interessato alla politica, nella quale è stato membro del Reichstag 1877-1881.